# Istorija Bangladeša
Moderni Bangladeš nastao je kao nezavisna nacija 1971. godine nakon što se odvojio i postigao nezavisnost od Pakistana u Oslobodilačkom ratu Bangladeša. Granice ove zemlje podudaraju se glavnim delom drevnog i istorijskog regiona Bengala, u istočnom delu Indijskog potkontinenta, gde civilizacija postoji više od četiri milenijuma, do eneolita. Istorija regiona usko je povezana sa istorijom Bengala i širom istorijom Indijskog potkontinenta. Rana dokumentovana istorija Bangladeša sadržavala je sukcesije hinduističkih i budističkih kraljevstava i carstava, koja su se nadmetala za regionalnu dominaciju.
Islam je prispeo tokom 6-7 veka nove ere i postepeno je postao dominantan od početka 13. veka pojavom muslimanskih vladara, kao i sunitskih misionara, poput Šaha Džalala u regionu. Kasnije su muslimanski vladari inicirali propovedanje islama gradeći džamije. Od 14. veka nadalje, ovom oblašću je vladao Bengalski sultanat, koji je osnovao kralj Šamsudin Iljas Šah, čime je započeo period ekonomskog prosperiteta zemlje i vojne dominacije nad regionalnim carstvima. Sultanat su Evropljani nazivali najbogatijom zemljom za trgovinu. Nakon toga, regija je došla pod Mogulsko carstvo, kao njegova najbogatija provincija. Bengalski Subah je generisao skoro polovinu BDP carstva i 12% svetskog BDP, više od celokupne zapadne Evrope, koja je u tom periodu započinjala proto-industrijalizaciju. Stanovništvo glavnog grada Dake premašilo je milion ljudi.
Nakon pada Mogulskog carstva početkom 1700-ih, Bengal je postao polu-nezavisna država pod Navapskim bengalima, koju je na kraju predvodio Siradž ud-Daula. Kasnije ga je osvojila Britanska istočnoindijska kompanija u bici kod Plaseja 1757. godine. Bengal je direktno doprineo industrijskoj revoluciji u Britaniji, mada je to dovelo do njegove deindustrijalizacije.
Granice modernog Bangladeša utvrđene su razdvajanjem Bengala i Indije u avgustu 1947, kada je ovaj region postao Istočni Pakistan kao deo novoformirane države Pakistan s skladu sa granicom podele Indije. Međutim, od Zapadnog Pakistana ga je razdvajalo 1.600 km (994 milje) teritorije Indije. Bangladeški oslobodilački rat (bengalski: মুক্তিযুদ্ধ Muktijuddho), takođe poznat kao Bangladeški rat za nezavisnost, ili jednostavno oslobodilački rat u Bangladešu, bio je revolucija i oružani sukob podstaknut usponom Bangalskog nacionalističkog pokreta u onom što je tada bio Istočni Pakistan tokom genocida u Bangladešu iz 1971. godine. To je rezultiralo nezavisnošću Narodne Republike Bangladeš. Nakon nezavisnosti, nova država je preživela glad, prirodne katastrofe i široko rasprostranjeno siromaštvo, kao i politička previranja i vojne udare. Obnovu demokratije 1991. godine pratio je relativno miran i brz ekonomski napredak. Bangladeš je danas značajan proizvođač u svetskoj tekstilnoj industriji.

## EtimologijaBengala
Tačno poreklo reči Bangla ili Bengal nije poznato. Prema Mahabharati, Purani, Harivamša Vanga je bio jedan od usvojenih sinova kralja Valija koji je osnovao Vanga Kraljevstvo. Najranije pominjanje „Vangala” (Bôngal) pronađeno je u pločama Nesari (iz 805. godine) južnog indijskog vladara Raštrakuta Govinda , koji je napao severnu Indiju u 9. veku, koji govore o Darmapali kao kralju Vangala. Zapisi Radžendra Čole I iz dinastije Čola, koji je napao Bengal u 11. veku, potvrđuju Govinda Čandra kao vladara Bengala. Šams-ud-din Iljas Šah preuzeo je titulu „Šah-e-Bangalah” i prvi put objedinio čitav region pod jednom vladom.

## Literatura
- CIA World Factbook (July 2005). Bangladesh Архивирано на веб-сајту  (1. јануар 2021)
- US Department of State (August 2005). "Background Note: Bangladesh"
- Ahmed, Helal Uddin (2012). „History”.  Ур.: Islam, Sirajul; Jamal, Ahmed A. Banglapedia: National Encyclopedia of Bangladesh (Second изд.). Asiatic Society of Bangladesh.
- Library of Congress (1988). A Country Study: Bangladesh
- „Declaration of Independence of Bangladesh Original Speech by Ziaur Rahman”. scribd.com. Приступљено 25. 1. 2014.
- Hussain, Aklam. History of Bangladesh, 1704–1971 (Vol. 1. Asiatic Society of Bangladesh, 1997).
- Raghavan, Srinath. 1971: A Global History of the Creation of Bangladesh (Harvard University Press; 2014) 258 pages; scholarly history with worldwide perspective.
- Van Schendel, Willem. A history of Bangladesh (Cambridge University Press, 2009).
- D. K. Chakrabarti, 1992 Ancient Bangladesh: A Study of the Archaeological Sources (1992) Delhi: Oxford University Press
- Salim, Gulam Hussain; tr. from Persian; Abdus Salam (1902). Riyazu-s-Salatin: History of Bengal. Asiatic Society, Baptist Mission Press.
- Majumdar, R. C. The History of Bengal  81-7646-237-3
- Amiya Sen (1993). Hindu Revivalism in Bengal 1872–1905: Some Essays in Interpretation. Oxford University Press.
- Abdul Momin Chowdhury (1967) Dynastic History of Bengal, c. 750–1200 A.D, Dacca: The Asiatic Society of Pakistan, 1967, Pages: 310, Dynastic history of Bengal, c. 750-1200 A.D. Asiatic Society of Pakistan. јануар 1967. ASIN B0006FFATA.
- Iftekhar Iqbal (2010) The Bengal Delta: Ecology, State and Social Change, 1840–1943, Cambridge Imperial and Post-Colonial Studies, Palgrave Macmillan, Pages: 288,  0230231837
- M. Mufakharul Islam (edited) (2004) Socio-Economic History of Bangladesh: essays in memory of Professor Shafiqur Rahman, 1st Edition, Asiatic Society of Bangladesh,
- M. Mufakharul Islam (2007), Bengal Agriculture 1920–1946: A Quantitative Study, Cambridge South Asian Studies, Cambridge University Press, Pages: 300,  0521049857
- Meghna Guhathakurta & Willem van Schendel (Edited) (2013) The Bangladesh Reader: History, Culture, Politics (The World Readers), Duke University Press Books, Pages: 568,   0822353040
- Sirajul Islam (edited) (1997) History of Bangladesh 1704–1971(Three Volumes: Vol 1: Political History, Vol 2: Economic History Vol 3: Social and Cultural History), 2nd Edition (Revised New Edition), The Asiatic Society of Bangladesh, Pages: 1846,  9845123376
- Samares Kar: The Millennia Long Migration into Bengal: Rich Genetic Material and Enormous Promise in the Face of Chaos, Corruption, and Criminalization. In: Spaces & Flows: An International Journal of Urban & Extra Urban Studies. 2  (2):, 2012, S. 129–143 (Fulltext see ResearchGate Network).
- Dr. Sujit Ghosh, (2016) Colonial Economy in North Bengal: 1833–1933, Kolkata: Paschimbanga Anchalik Itihas O Loksanskriti Charcha Kendra,  978-81-926316-6-0
- Suhrawardi, Ghulam M. (2015). Bangladesh Maritime History. FriesenPress. стр. 83—. ISBN 978-1-4602-7278-7.
- Richard M. Eaton (31. 7. 1996). The Rise of Islam and the Bengal Frontier, 1204–1760. University of California Press. стр. 32. ISBN 978-0-520-20507-9.
- David Lewis (31. 10. 2011). Bangladesh: Politics, Economy and Civil Society. Cambridge University Press. стр. 44. ISBN 978-1-139-50257-3. „In 1346 ... what became known as the Bengal Sultanate began and continued for almost two centuries.”
- Syed Ejaz Hussain (2003). The Bengal Sultanate: Politics, Economy and Coins, A.D. 1205–1576. Manohar. ISBN 978-81-7304-482-3.
- María Dolores Elizalde; Wang Jianlang (6. 11. 2017). China's Development from a Global Perspective. Cambridge Scholars Publishing. стр. 57—73. ISBN 978-1-5275-0417-2.
- Ahmed, Salahuddin (2004). Bangladesh: Past and Present. APH Publishing. стр. 23. ISBN 978-8176484695.